# Championnat du monde de hockey sur glace 1937
Navigation
Suisse 1935 Tchécoslovaquie  1938
Le championnat du monde de hockey sur glace 1937 a été la onzième édition et la vingt-deuxième édition du Championnat d'Europe. Il a eu lieu entre le 17 et le 27 février 1937 à Londres au Royaume-Uni. Onze nations ont participé au tournoi. Le Canada est représenté par l'équipe amateur des Dynamiters de Kimberley.

## Premier tour
Sur les onze nations engagées dans la compétition, les huit meilleurs sont qualifiées pour le second tour tandis que les trois dernières nations sont classées.

### Groupe A
Résultats des matchs
- Hongrie 4 – 1 Roumanie
- Grande-Bretagne 6 – 0 Allemagne
- Allemagne 4 – 2 Roumanie
- Grande-Bretagne 7 – 0 Hongrie
- Allemagne 2 – 2 Hongrie
- Grande-Bretagne 11 – 0 Roumanie

| # | Équipe          | PJ | V | N | D | BP | BC | Diff | Pts |
| - | --------------- | -- | - | - | - | -- | -- | ---- | --- |
| 1 | Grande-Bretagne | 3  | 3 | 0 | 0 | 24 | 0  | +24  | 6   |
| 2 | Allemagne       | 3  | 1 | 1 | 1 | 6  | 10 | -4   | 3   |
| - | Hongrie         | 3  | 1 | 1 | 1 | 6  | 10 | -4   | 3   |
| 4 | Roumanie        | 3  | 0 | 0 | 3 | 3  | 19 | -16  | 0   |

### Groupe B
Résultats des matchs
- Tchécoslovaquie 7 – 0 Norvège
- Suisse 13 – 2 Norvège
- Suisse 2 – 2 Tchécoslovaquie

| # | Équipe          | PJ | V | N | D | BP | BC | Diff | Pts |
| - | --------------- | -- | - | - | - | -- | -- | ---- | --- |
| 1 | Suisse          | 2  | 1 | 1 | 0 | 15 | 4  | +11  | 3   |
| 2 | Tchécoslovaquie | 2  | 1 | 1 | 0 | 9  | 2  | +7   | 3   |
| 3 | Norvège         | 2  | 0 | 0 | 2 | 2  | 20 | -18  | 0   |

### Groupe C
Résultats des matchs
- Pologne 3 – 0 Suède
- Canada 12 – 0 France
- France 2 – 1 Suède
- Canada 8 – 2 Pologne
- Pologne 7 – 1 France
- Canada 9 – 0 Suède

| # | Équipe  | PJ | V | N | D | BP | BC | Diff | Pts |
| - | ------- | -- | - | - | - | -- | -- | ---- | --- |
| 1 | Canada  | 3  | 3 | 0 | 0 | 29 | 2  | +27  | 6   |
| 2 | Pologne | 3  | 2 | 0 | 1 | 12 | 9  | +3   | 4   |
| 3 | France  | 3  | 1 | 0 | 2 | 3  | 20 | -17  | 2   |
| 4 | Suède   | 3  | 0 | 0 | 3 | 1  | 14 | -13  | 0   |

## Second tour
À l'issue du second tour, les quatre meilleures équipes sont qualifiées pour le tableau final pour la médaille d'or et les quatre autres jouent pour la cinquième place.

### Groupe D
Résultats des matchs
- Allemagne 5 – 0 France
- Canada 3 – 0 Tchécoslovaquie
- Tchécoslovaquie 8 – 1 France
- Canada 5 – 0 Allemagne
- Allemagne 2 – 1 Tchécoslovaquie (après trois prolongations)
- Canada 13 – 1 France

| # | Équipe          | PJ | V | N | D | BP | BC | Diff | Pts |
| - | --------------- | -- | - | - | - | -- | -- | ---- | --- |
| 1 | Canada          | 3  | 3 | 0 | 0 | 21 | 1  | +20  | 6   |
| 2 | Allemagne       | 3  | 2 | 0 | 1 | 7  | 6  | +1   | 4   |
| 3 | Tchécoslovaquie | 3  | 1 | 0 | 2 | 9  | 6  | +3   | 2   |
| 4 | France          | 3  | 0 | 0 | 3 | 2  | 26 | -24  | 0   |

### Groupe E
Résultats des matchs
- Grande-Bretagne 3 – 0 Suisse
- Pologne 4 – 0 Hongrie
- Suisse 4 – 2 Hongrie
- Grande-Bretagne 11 – 0 Pologne
- Grande-Bretagne 5 – 0 Hongrie
- Suisse 1 – 0 Pologne

| # | Équipe          | PJ | V | N | D | BP | BC | Diff | Pts |
| - | --------------- | -- | - | - | - | -- | -- | ---- | --- |
| 1 | Grande-Bretagne | 3  | 3 | 0 | 0 | 19 | 0  | +19  | 6   |
| 2 | Suisse          | 3  | 2 | 0 | 1 | 5  | 5  | 0    | 4   |
| 3 | Pologne         | 3  | 1 | 0 | 2 | 4  | 12 | -8   | 2   |
| 4 | Hongrie         | 3  | 0 | 0 | 3 | 2  | 13 | -11  | 0   |

## Phase finale

### Tournoi pour la cinquième place
Résultats des matchs
- Hongrie 5 – 1 France
- Tchécoslovaquie 1 – 0 Pologne
- Hongrie – Pologne. Les Polonais ont déclaré forfait pour le match.
- Tchécoslovaquie 3 – 1 France
- Tchécoslovaquie 0 – 0 Hongrie
- France – Pologne. Les Polonais ont déclaré forfait pour le match.

| # | Équipe          | PJ      | V       | N       | D       | BP      | BC      | Diff    | Pts     |
| - | --------------- | ------- | ------- | ------- | ------- | ------- | ------- | ------- | ------- |
| 5 | Hongrie         | 2       | 1       | 1       | 0       | 5       | 1       | +4      | 3       |
| 6 | Tchécoslovaquie | 2       | 1       | 1       | 0       | 3       | 1       | +2      | 3       |
| 7 | France          | 2       | 0       | 0       | 2       | 2       | 8       | -6      | 0       |
| 8 | Pologne         | Forfait | Forfait | Forfait | Forfait | Forfait | Forfait | Forfait | Forfait |

Les Polonais n'ayant joué qu'un seul match, le résultat n'est pas compté et les Polonais finissent 8e du championnat.

### Tournoi pour la médaille d'or
- Grande-Bretagne 2 – 0 Suisse (après trois prolongations)
- Canada 5 – 0 Allemagne
- Suisse 6 – 0 Allemagne
- Grande-Bretagne 0 – 3 Canada
- Canada 2 - 1 Suisse (après deux prolongations)
- London Grande-Bretagne 5 – 0 Allemagne

| # | Équipe          | PJ | V | N | D | BP | BC | Diff | Pts |
| - | --------------- | -- | - | - | - | -- | -- | ---- | --- |
|   | Canada          | 3  | 3 | 0 | 0 | 10 | 1  | +9   | 6   |
|   | Grande-Bretagne | 3  | 2 | 0 | 1 | 7  | 3  | +4   | 4   |
|   | Suisse          | 3  | 1 | 0 | 2 | 7  | 4  | +3   | 2   |
| 4 | Allemagne       | 3  | 0 | 0 | 3 | 0  | 16 | -16  | 0   |

## Classement final
| #      | Équipe          |
| ------ | --------------- |
| Or     | Canada          |
| Argent | Grande-Bretagne |
| Bronze | Suisse          |
| 4e     | Allemagne       |
| 5e     | Hongrie         |
| 6e     | Tchécoslovaquie |
| 7e     | France          |
| 8e     | Pologne         |
| 9e     | Norvège         |
| 10e    | Suède           |
| 11e    | Roumanie        |

| #   | Équipe          |
| --- | --------------- |
|     | Grande-Bretagne |
|     | Suisse          |
|     | Allemagne       |
| 4e  | Hongrie         |
| 5e  | Tchécoslovaquie |
| 6e  | France          |
| 7e  | Pologne         |
| 8e  | Norvège         |
| 9e  | Suède           |
| 10e | Roumanie        |

### Médaillés
Voici l'alignement complet des médaillés du tournoi :
| Champions du mondeCanada | Thomas Almack, Fred Botterill, Fred Burnett, Ken Campbell, George Goble, Doug Keiver, James Kemp, Paul Kozak, Ralph Redding, Harry Robertson, George Wilson Entraîneur : John Achtzener |

| ArgentGrande-Bretagne | Jimmy Anderson, Alex Archer, Edgar Brenchley, Jimmy Chappell, Johnny Coward, Gordon Dailley, Gerry Davey, Carl Erhardt, Jimmy Foster, Jimmy Kelly, Paul McPhail, Norm McQuade, Ronnie Milne, Archie Stinchcombe Entraîneur : Percy Nicklin |

| BronzeSuisse | Jurg Bachtold, Hirsch Badrutt, Ferdinand Cattini, Hans Cattini, Albert Geromini, Franz Geromini, Arnold Hirtz, Max Keller, Charles Kessler, Herbert Kessler, Albert Kunzler, Heini Lohrer, Beat Ruedi, Bibi Torriani Entraîneur : Ulrich von Sury |